# دانکن هالاس
دانکن هالاس (به انگلیسی: Duncan Hallas) (زادهٔ ۲۳ دسامبر ۱۹۲۵ - مرگ ۱۹ سپتامبر ۲۰۰۲) مبارز بریتانیایی مارکسیست و تروتسکیست، از بنیان‌گذاران جنبش تروتسکیستی بریتانیا و از رهبران حزب کارگران سوسیالیست در این کشور بود.

## سرگذشت
هالاس در خانواده‌ای از طبقهٔ کارگر در منچستر متولد شد. او در ۱۹۳۹ و در چهارده سالگی به لیگ جوانان کمونیست بریتانیا پیوست اما پس از مدتی کوتاه با وقوع پیمان مولوتوف–ریبنتروپ از این سازمان دلسرد شد. او در ۱۹۴۰ و پس از آشنایی با تروتسکیسم به لیگ بین‌المللی کارگران که سازمانی پیروی آرای لئون تروتسکی بود و بعداً به حزب کمونیست انقلابی تغییر نام داد پیوست. او که در این دوره و در حین جنگ جهانی دوم کارگری جوان بود به دلیل فعالیت‌های خود به سه ماه زندان محکوم شد. با پیش آمدن اختلافاتی در جریان تروتسکیستی، او به جمع هواداران تونی کلیف پیوست.
هالاس در ۱۹۵۱ از بنیانگذاران گروه تجدید نظر سوسیالیستی (به انگلیسی: Socialist Review Group) بود. این گروه بعدها در سال ۱۹۶۸ میلادی به انترناسیونال سوسیالیست و سپس حزب کارگران سوسیالیست بریتانیا تغییر نام داد و هالاس از رهبران آن بود. این فعالیت‌های سیاسی تا زمان بازنشستگی او در ۱۹۹۵ به دلیل بیماری ادامه یافت. هالاس نویسندهٔ چندین مقاله برای انتشارات این حزب و همچنین کتابی کوتاه به عنوان راهنمای مشی سیاسی تروتسکی بود.